# Championnat du Luxembourg de football 1947-1948
Navigation
Saison précédente Saison suivante
La saison 1947-1948 du Championnat du Luxembourg de football était la 34e édition du championnat de première division au Luxembourg. Douze clubs sont regroupés au sein d'une poule unique où ils se rencontrent deux fois, à domicile et à l'extérieur. En fin de saison, les 3 derniers du classement sont relégués et les 3 premiers de Promotion d'Honneur (la deuxième division luxembourgeoise) sont promus.
C'est le Stade Dudelange, tenant du titre depuis 1938 qui remporte à nouveau le championnat après avoir terminé en tête du classement final, avec 11 points d'avance sur un duo composé de l'Union Luxembourg et des Red Boys Differdange. Il s'agit du 6e titre de champion du Luxembourg de l'histoire du club, qui réussit le doublé en s'imposant en finale de la Coupe du Luxembourg face aux Red Boys.

## Les 12 clubs participants
| - CA Spora Luxembourg - Sporting Bettembourg - Promu de Promotion d'Honneur - SC Tétange - Promu de Promotion d'Honneur - CS Fola Esch - Progrès Niedercorn - Red Black Pfaffenthal - Promu de Promotion d'Honneur | - The National Schifflange - Stade Dudelange - Union Luxembourg - US Dudelange - Red Boys Differdange - Jeunesse d'Esch |

## Compétition

### Classement
Le barème utilisé pour établir le classement est le suivant :
- Victoire : 2 points
- Match nul : 1 point
- Défaite, forfait ou abandon : 0 point

| Rang | Équipe                        | Pts | J  | G  | N | P  | Bp | Bc | Diff |
| ---- | ----------------------------- | --- | -- | -- | - | -- | -- | -- | ---- |
| 1    | Stade Dudelange (T) (C)       | 38  | 22 | 18 | 2 | 2  | 84 | 17 | +67  |
| 2    | Union Luxembourg              | 27  | 22 | 11 | 5 | 6  | 60 | 34 | +26  |
| 3    | Red Boys Differdange          | 27  | 22 | 11 | 5 | 6  | 58 | 35 | +23  |
| 4    | Progrès Niedercorn            | 26  | 22 | 11 | 4 | 7  | 43 | 31 | +12  |
| 5    | US Dudelange                  | 25  | 22 | 10 | 5 | 7  | 58 | 33 | +25  |
| 6    | National Schifflange          | 23  | 22 | 9  | 5 | 8  | 40 | 36 | +4   |
| 7    | CS Fola Esch                  | 22  | 22 | 9  | 4 | 9  | 32 | 37 | -5   |
| 8    | CA Spora Luxembourg           | 20  | 22 | 7  | 6 | 9  | 46 | 44 | +2   |
| 9    | SC Tétange (P)                | 20  | 22 | 8  | 4 | 10 | 47 | 69 | -22  |
| 10   | Jeunesse d'Esch               | 19  | 22 | 6  | 7 | 9  | 31 | 40 | -9   |
| 11   | Sporting Club Bettembourg (P) | 9   | 22 | 4  | 1 | 17 | 24 | 84 | -60  |
| 12   | Red Black Pfaffenthal (P)     | 8   | 22 | 2  | 4 | 16 | 20 | 83 | -63  |

|  | Champion du Luxembourg 1947-1948                                                             |
|  | Relégation directe en Promotion d'Honneur                                                    |
|  | (T) Tenant du titre (C) Vainqueur de la Coupe du Luxembourg (P) Promu de Promotion d'Honneur |

## Bilan de la saison
| Championnat du Luxembourg de football 1947-1948 |                            |
| Champion                                        | Stade Dudelange (6e titre) |
| Coupes et trophées                              |                            |
| Vainqueur de la Coupe du Luxembourg 1947-1948   | Stade Dudelange            |
| Promotions et relégations                       |                            |
| Promus en Division d'Honneur                    | Racing Rodange             |
| Promus en Division d'Honneur                    | CS Obercorn                |
| Promus en Division d'Honneur                    | CS Pétange                 |
| Relégués en Promotion d'Honneur                 | Jeunesse d'Esch            |
| Relégués en Promotion d'Honneur                 | Sporting Bettembourg       |
| Relégués en Promotion d'Honneur                 | Red Black Pfaffenthal      |